# Володарі дня
Володарі дня (науатль Tonalteuctin) — у ацтекській міфології тринадцять богів, що керують певним днем, відповідним до одного з тринадцяти небес. Дні були циклічними, тож один і той самий бог повторювався кожні тринадцять днів.
У ацтекському календарі володарями дня є:
1. Шіутекутлі, бог вогню і часу.
2. Тлальтекутлі, бог землі.
3. Чальчіутлікуе, богиня води, озер, річок, морів, струмків, горизонтальних вод, штормів і хрещення.
4. Тонатіу, бог сонця.
5. Тласольтеотль, богиня хтивості, тілесності, сексуальних злочинів.
6. Міктлантекутлі, бог підземного світу.
7. Сентеотль, бог кукурудзи. Також зустрічається як Чикомекоатль,[4] богиня землеробства.
8. Тлалок, бог грому, дощу та землетрусів.
9. Кетцалькоатль, бог мудрості, життя, знань, ранкової зорі, родючості, покровитель вітрів і світла, володар Заходу.
10. Тецкатліпока, бог провидіння, матерії та невидимого, володар ночі, Великий Ведмідь, непомітний, всюдисущий і сутінковий, володар Півночі.
11. Міктекакіуатль, богиня підземного світу.
12. Тлауіскальпантекутлі, бог світанку.
13. Сітлалікуе, богиня жіночих зірок (Чумацький Шлях).